# Tizaghte
Tizaghte (en àrab تيزغت, Tīzaḡt; en amazic ⵜⵉⵣⵖⵜ) és una comuna rural de la província de Tata, a la regió de Souss-Massa, al Marroc. Segons el cens de 2014 tenia una població total de 3.920 persones.